# Antonia Campos

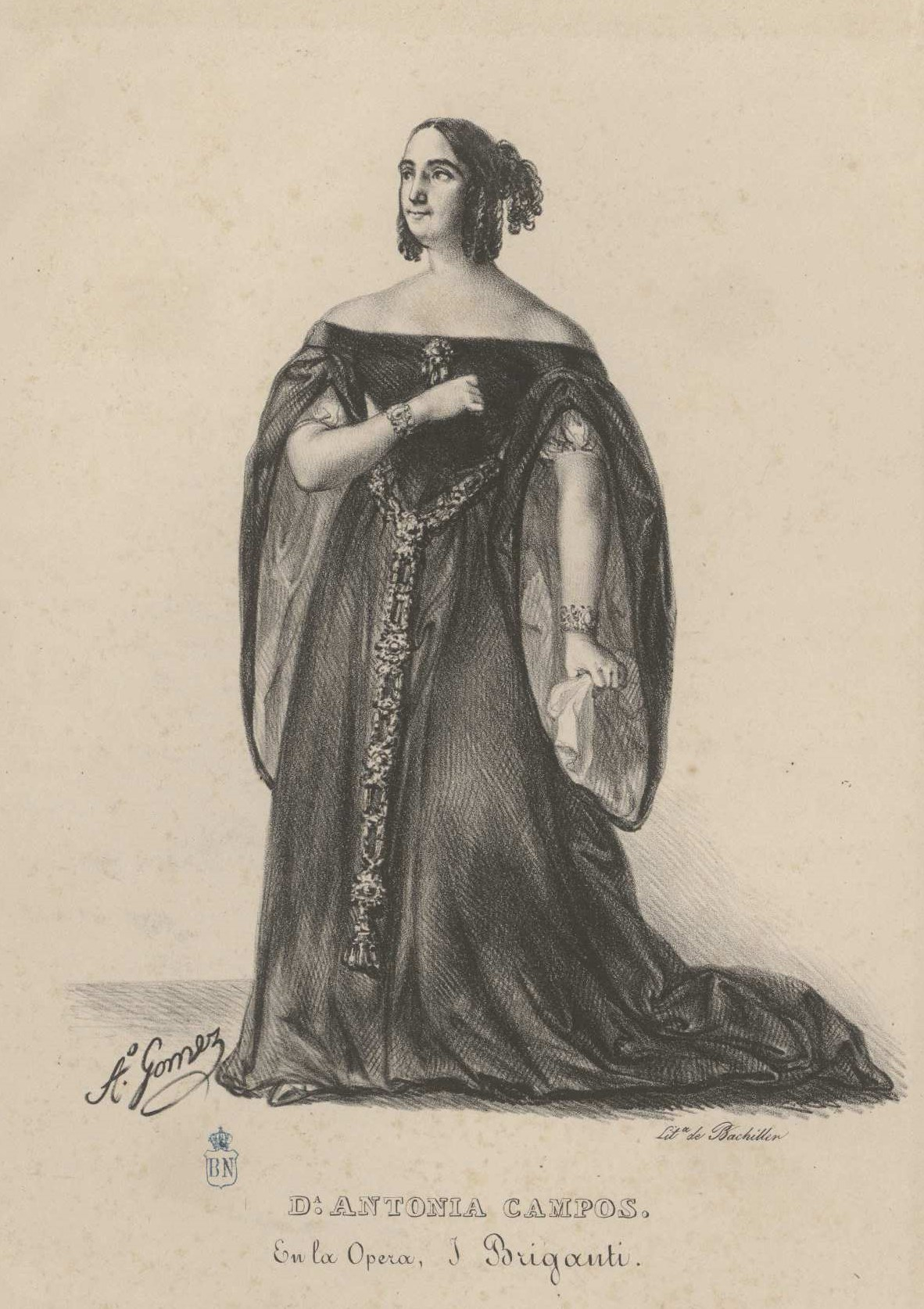
Antonia Campos en la representación de I Briganti, ópera de Saverio Mercadante. Dibujo de Antonio Gómez Cros, Litografía de Bachiller. Biblioteca Nacional de España

Antonia Campos (Madrid, 2 de marzo de 1814-Madrid, 31 de agosto de 1875), soprano, fue una cantante española de ópera.
Se inició en la música con trece años como partichino contratada por las compañías de ópera italiana de los teatros del Príncipe y de la Cruz de Madrid, segunda tiple luego, gozando del aprecio de su director, Ramón Carnicer, y primera tiple desde finales de 1834. En 1835 pasó a Zaragoza como prima donna assoluta y en 1838 marchó a París para perfeccionar su técnica. De vuelta en España en 1841 cantó como prima donna en los teatros de muchas de las mayores ciudades españolas y en Oporto en 1845 y 1846, año en que solicitó al ayuntamiento de Madrid su jubilación, a la que tenía derecho por los años que había trabajado en los teatros del Príncipe y de la Cruz. En París tuvo como profesor de canto a Francesco Piermarini, a quien ya conocía pues en 1829 había llegado a Madrid para trabajar en los teatros del Príncipe y de la Cruz y en 1830 fue nombrado primer director del Real Conservatorio de Música y Declamación de María Cristina, cargo que desempeñó hasta 1838, cuando se trasladó a la capital de Francia.
Antes de alcanzar la categoría de primera tiple, Campos había obtenido ya éxitos importantes con algunas de sus interpretaciones, como en su papel en la Fausta de Gaetano Donizetti con que se cerró la temporada de la compañía italiana de los teatros madrileños el 23 de enero de 1833, función en la que, anotaba un crítico, «la Señora Antonia Campos ha dividido con la prima donna los repetidos bravos»,
En julio de 1839, de regreso de París, protagonizó en el Teatro de la Cruz como prima donna de la compañía junto con Cristina Villó la función conmemorativa del cumpleaños de la reina gobernadora. La rivalidad entre las dos primas donnas parece la causa de la ulterior negativa de la Campos a interpretar en el mes de agosto siguiente Il condestable di Chester de Giovanni Pacini, desairando a Carnicer, su anterior protector, que reclamó por el desacato ante el ayuntamiento de Madrid. Atendiendo a su demanda el alcalde 1º exigió a la solista representar el papel asignado por el director de la compañía en cumplimiento del contrato, pero finalmente, al persistir en su negativa, la función no se representó y a la Campos, que pasó luego un tiempo sin salir a escena, le fue impuesta una multa. Reapareció, «restablecida ya de su indisposición», en noviembre, con Una avventura di Scaramuccia de Luigi Ricci. El año acabó con una nueva representación de El barbero de Sevilla de Rossini, acogida con frialdad excepto por lo que a la interpretación de Antonia Campos se refería, y la presentación de I briganti de Mercadante, maltratada por la crítica sin salvar, en esta ocasión, ni a Antonia Campos, de la que un crítico solo decía que había actuado ronca.
En la temporada 1843-1844, sin dejar los teatros madrileños, trabajó contratada como prima donna de la compañía lírica formada por José Máiquez para los teatros de Valencia, Málaga y Granada, con Pedro María de Unanue de primer tenor. Con ella estrenó el 28 de enero de 1843 en el Teatro del Campillo de Granada Veleda o la sacerdotisa de los galos, ópera seria en cuatro actos compuesta por José Antonio Martos, un joven compositor granadino, con libreto de Nicolás Peñalver y López, que tenía por profesión la abogacía. El hecho podía en rigor calificarse de excepcional por cuanto, en tiempos de predominio casi absoluto de la ópera italiana, se trataba de una ópera española y cantada en castellano, compuesta y puesta en escena en la periferia. Mereció elogios también en esta temporada por su interpretación del papel de Matilde en las Treguas de Tolemaida de Hilarión Eslava.